# NKVD
Narodni komesarijat unutarnjih poslova (rus. Народный комиссариат внутренних дел, Naródny komissariát vnútrennih del), skraćeno NKVD, bila je i javna i tajna policijska organizacija koja je izravno vršila odluke vladajućih tijela, uključujući i ubojstva političkih neistomišljenika u vrijeme Staljina. Prethodno se zvala ČEKA što opet dolazi od kraćenja riječi Izvanredna komisija. Odgovarala je ministarstvu unutarnjih poslova.

## Pregled
NKVD je uključivao redovne javne policijske službe Sovjetskog Saveza, ali je najpoznatija po svojim aktivnostima u gulazima i Glavnom direktoratu za državnu sigurnost koji će na kraju prerasti u Komitet državne sigurnosti (KGB). NKVD je provodio masovna pogubljenja "neprijatelja naroda" bez suda i sudske presude, rukovodio sustavom prislnog rada, progonio unutarnje neprijatelje, organizirao i vršio masovne deportacije čitavih naroda u nenaseljene krajeve države, čuvao državnu granicu, vršio špijunažu i politička ubojstva u inozemstvu i osiguravao provedbu Staljinove politike u komunističkim pokretima u drugim državama. U Drugom svjetskom ratu postojale su čitave divizije NKVD-a koje su vršili akcije u pozadini protiv sabotera i špijuna. Sjedište NKVD-a bilo je na Lubjanki. U Jugoslaviji je ukazom Josipa Broza Tita 13.svibnja 1944. osnovana OZNA - Odjeljenje za zaštitu naroda. Obuka rukovodećih kadrova vršena je u SSSR-u, a rastom i povećanjem broja agenata osnivani su obučni centri i u Jugoslaviji. Poslije Drugog svjetskog rata, u ožujku 1946. dolazi do restrukturiranja službe OZNA koja uzima i novi naziv te postaje Ured državne bezbjednosti UDBA.
NKVD je sudjelovao i u ratnim djelovanjima. Članovi Politbiroa KP SSSR-a izdali su zapovjed 5.ožujka 1940. o "likvidaciji svih poljskih nacionalista i kontrarevolucionarnih aktivista na okupiranim područjima". Oko 22 000 pripadnika poljske inteligencije, visokih časnika poljske vojske, dočasnika, običnih vojnika, policajaca, građanske i poslovne elite, pobili su pripadnici NKVD-a u Katynskoj šumi u periodu od 03.travnja do 19.svibnja 1940. Ovaj čin aristocida nakon što su 1943. otkrili pripadnici Wehrmachta, Rusi su odmah pripisali Nijemcima. Osnovana je i međunarodna komisija koja je okupljala liječnike, patologe i forenzičare, a koja je temeljem nalaza dokaza (vrsta streljiva, čahure i kalibar) zaključila da su zločin počinile postrojbe SSSR-a nakon okupacije istočnog dijela Poljske temeljem sporazuma Ribbentrop-Molotov. Poljska vlada u izbjeglištvu u Londonu odmah je prekinula sve veze sa SSSR-om. Tek je Mihail Gorbačov 1990. jasno i glasno rekao da iza zločina u Katynskoj šumi stoji SSSR.
Postrojbe NKVD-a vodile su 28. listopada 1944. bitku protiv Ukrajinske pobunjeničke vojske (UPA) kod Gornje Lešćave (polj. Leszczawa-Górna, ukr. Лещава-Горішня).

## Poveznice
- Pokolj u Katynskoj šumi